# Odlotowe wyścigi (serial animowany 1968)
Odlotowe wyścigi lub Szalone wyścigi (ang. Wacky Races) – animowany serial wytwórni Hanna-Barbera.
Kreskówka opowiada o wyścigu 11 różnych pojazdów rywalizujących ze sobą. Cała seria składa się z 17 odcinków. Każdy odcinek składa się z 2 wyścigów, więc w sumie jest ich 34.
Jak w każdej kreskówce, tak i w tej występuje czarny charakter, który jest zarazem głównym bohaterem. Jest nim Dick Dastardly, próbujący wraz ze swoim psem Muttleyem wygrać za wszelką cenę, przeszkadzając przy tym innym zawodnikom w ukończeniu wyścigu. Choć stosuje przebiegłe sztuczki, tak jak Kojot w kreskówce ze Strusiem Pędziwiatrem, zawsze przegrywa.
Serial był emitowany przez kanał Boomerang.

## Zawodnicy
- 00 – Nikczemne Typki: Dick Dastardly i Muttley w Rakietowcu. Dick zawsze oszukuje, a Muttley śmieje się z jego niemających sensu wysiłków w charakterystyczny sposób, a czasami również współczuje Dickowi.
- 1 – Bracia Jaskiniowcy: Grzmot i Łomot w Głaziku. Grzmot jest niemym kierowcą, a Łomot wykorzystuje maczugę do różnych celów.
- 2 – Ponura Dwójka w Kombihorrorze. Ich samochód skrywa smoki, duchy, czarownice i tym podobne.
- 3 – Profesor Pat Patent w Cudtransformerze. Jego samochód może zmienić się we wszystko: od roweru po latający dywan.
- 4 – Red Max w Aerośmigu. Bardzo dobry lotnik.
- 5 – Penelopa Samwdzięk w Konpkompakcie. Jedyna uczestniczka Odlotowych Wyścigów. Polubiła się z Piotrusiem.
- 6 – Super specjalna jednostka w Pancernym Wozie typu Bomb. Wykorzystują manewry wojskowe, by wygrać wyścig.
- 7 – Mrówczy Gang w Kuloodpornym Biegobusie. Clyde wykorzystuje resztę gangu.
- 8 – Luke i Miś w Gar-torpedzie. Są swoim dokładnym przeciwieństwem.
- 9 – Piękny Piotruś w Turbo-karcie. Mądry, silny, często niemy kierowca wyścigowy. Jego samochód wyścigowy często się rozpadał. Polubił się z Penelopą, a czasami odzywa się do niej angielskim zdrobnieniem „Penny”.
- 10 – Rufus Piła i Bóbr Wiórek w Kabrioklocu. Umięśnieni drwale.

### Zawodnicy w innych serialach
Dick Dastardly i Muttley występują również w Dastardly i Muttley, Yogi, łowca skarbów oraz w 4 odcinku 18 sezonu South Park, o tytule Handicar, już jako podstarzali bohaterowie. Natomiast Penelopa Samwdzięk i Mrówczy Gang występują w Perypetie Penelopy Pitstop.

### Wygrane
| Zawodnicy                   | 1. miejsce | 2. miejsce | 3. miejsce | Punkty |
| --------------------------- | ---------- | ---------- | ---------- | ------ |
| Głazik nr 1                 | 3          | 8          | 3          | 28     |
| Kombihorror nr 2            | 3          | 3          | 6          | 21     |
| Cudtransformer nr 3         | 3          | 2          | 5          | 18     |
| Aerośmig nr 4               | 3          | 4          | 3          | 20     |
| Konkompakt nr 5             | 4          | 2          | 5          | 21     |
| Pancerny wóz typu Bong nr 6 | 3          | 1          | 0          | 11     |
| Kuloodporny Biegobus nr 7   | 4          | 5          | 2          | 24     |
| Gar-topeda nr 8             | 4          | 1          | 4          | 18     |
| Turbo-kart nr 9             | 4          | 2          | 2          | 18     |
| Kabriokloc nr 10            | 3          | 6          | 4          | 25     |
| Rakietowiec nr 00           | 0          | 0          | 0          | 0      |

## Wyścigi

### Wyścig 1
Etap wyścigu: Wyścig do Musztardowej Równiny w Arkansas

Zwycięzcy
- Miejsce 1: Red Max w Aerośmigu (3 pkt.)
- Miejsce 2: Ponura Dwójka w Kombihorrorze (2 pkt.)
- Miejsce 3: Rufus Piła i Bóbr Wiórek w Kabrioklocu (1 pkt.)

### Wyścig 2
Etap wyścigu: Wyścig przez Lemoniadowy Czad

Zwycięzcy
- Miejsce 1: Penelopa Samwdzięk w Konpkompakcie (3 pkt.)
- Miejsce 2: Ponura Dwójka w Kombihorrorze (2 pkt.)
- Miejsce 3: Rufus Piła i Bóbr Wiórek w Kabrioklocu (1 pkt.)

### Wyścig 3
Etap wyścigu: Wyścig przez Wyoming

Zwycięzcy
- Miejsce 1: Ponura Dwójka w Kombihorrorze (3 pkt.)
- Miejsce 2: Bracia Jaskiniowcy w Głaziku (2 pkt.)
- Miejsce 3: Luke i Miś w Gartorpedzie (1 pkt.)

### Wyścig 4
Etap wyścigu: Przeprawa przez góry, kaniony i park narodowy w Yellow Rock

Zwycięzcy
- Miejsce 1: Luke i Miś w Gartorpedzie (3 pkt.)
- Miejsce 2: Rufus Piła i Bóbr Wiórek w Kabrioklocu (2 pkt.)
- Miejsce 3: Ponura Dwójka w Kombihorrorze (1 pkt.)

### Wyścig 5
Etap wyścigu: Mish Mash Missouri Dash

Zwycięzcy
- Miejsce 1: Profesor Pat Patent w Cudtransformerze (3 pkt.)
- Miejsce 2: Penelopa Samwdzięk w Konpkompakcie (2 pkt.)
- Miejsce 3: Ponura Dwójka w Kombihorrorze (1 pkt.)

### Wyścig 6
Etap wyścigu: Wyścig do miasteczka Idaho

Zwycięzcy
- Miejsce 1: Bracia Jaskiniowcy w Głaziku (3 pkt.)
- Miejsce 2: Rufus Piła i Bóbr Wiórek w Kabrioklocu (2 pkt.)
- Miejsce 3: Profesor Pat Patent w Cudtransformerze (1 pkt.)

### Wyścig 7
Etap wyścigu: Wyścig przez meksykańskie pustynie

Zwycięzcy
- Miejsce 1: Bracia Jaskiniowcy w Głaziku (3 pkt.)
- Miejsce 2: Mrówczy Gang w Kuloodpornym Biegobusie (2 pkt.)
- Miejsce 3: Red Max w Aerośmigu (1 pkt.)

### Wyścig 8
Etap wyścigu: Wyścig z mostu frajerów

Zwycięzcy
- Miejsce 1: Super Specjalna Jednostka w Pancernym Wozie typu Bong (3 pkt.)
- Miejsce 2: Red Max w Aerośmigu (2 pkt.)
- Miejsce 3: Rufus Piła i Bóbr Wiórek w Kabrioklocu (1 pkt.)

### Wyścig 9
Etap wyścigu: Wyścig do Teksasu

Zwycięzcy
- Miejsce 1: Rufus Piła i Bóbr Wiórek w Kabrioklocu (3 pkt.)
- Miejsce 2: Bracia Jaskiniowcy w Głaziku (2 pkt.)
- Miejsce 3: Profesor Pat Patent w Cudtransformerze (1 pkt.)

### Wyścig 10
Etap wyścigu: Wyścig do Kółkowa

Zwycięzcy
- Miejsce 1: Mrówczy Gang w Kuloodpornym Biegobusie (3 pkt.)
- Miejsce 2: Piękny Piotruś w Turbokarcie (2 pkt.)
- Miejsce 3: Penelopa Samwdzięk w Konpkompakcie (1 pkt.)

### Wyścig 11
Etap wyścigu: Wyścig do Wzlotoupadkowa

Zwycięzcy
- Miejsce 1: Red Max w Aerośmigu (3 pkt.)
- Miejsce 2: Bracia Jaskiniowcy w Głaziku (2 pkt.)
- Miejsce 3: Luke i Miś w Gartorpedzie (1 pkt.)

### Wyścig 12
Etap wyścigu: Wyścig do Arkansas

Zwycięzcy
- Miejsce 1 : Bracia jaskiniowcy w Głaziku (3 pkt.)
- Miejsce 2 : Mrówczy Gang w Kuloodpornym Biegobusie (2 pkt.)
- Miejsce 3 : Piękny Piotruś w Turbokarcie (1 pkt.)

### Wyścig 13
Etap wyścigu: Wyścig do małego Tipi nad Missisipi

Zwycięzcy
- Miejsce 1: Piękny Piotruś w Turbokarcie (3 pkt.)
- Miejsce 2: Mrówczy Gang w Kuloodpornym Biegobusie (2 pkt.)
- Miejsce 3: Penelopa Samwdzięk w Konpkompakcie (1 pkt.)

### Wyścig 14
Etap wyścigu: Wyścig z przeszkodami

Zwycięzcy
- Miejsce 1: Penelopa Samwdzięk w Konpkompakcie (3 pkt.)
- Miejsce 2: Piękny Piotruś w Turbokarcie (2 pkt.)
- Miejsce 3: Ponura Dwójka w Kombihorrorze (1 pkt.)

### Wyścig 15
Etap wyścigu: Wyścig do Chillicothy

Zwycięzcy
- Miejsce 1: Super Specjalna Jednostka w Pancernym Wozie typu Bong (3 pkt.)
- Miejsce 2: Penelopa Samwdzięk w Konpkompakcie (2 pkt.)
- Miejsce 3: Bracia Jaskiniowcy w Głaziku (1 pkt.)

### Wyścig 16
Etap wyścigu: Przeprawa przez dżunglę do Oregonu

Zwycięzcy
- Miejsce 1: Rufus Piła i Bóbr Wiórek w Kabrioklocu (3 pkt.)
- Miejsce 2: Mrówczy Gang w Kuloodpornym Biegobusie (2 pkt.)
- Miejsce 3: Ponura Dwójka w Kombihorrorze (1 pkt.)

### Wyścig 17
Etap wyścigu: Wyścig w Ameryce Północnej

Zwycięzcy
- Miejsce 1: Ponura Dwójka w Kombihorrorze (3 pkt.)
- Miejsce 2: Bracia Jaskiniowcy w Głaziku (2 pkt.)
- Miejsce 3: Luke i Miś w Gartorpedzie (1 pkt.)

### Wyścig 18
Etap wyścigu: Wyścig przez Kanadę

Zwycięzcy
- Miejsce 1: Red Max w Aerośmigu (3 pkt.)
- Miejsce 2: Luke i Miś w Gartorpedzie (2 pkt.)
- Miejsce 3: Mrówczy Gang w Kuloodpornym Biegobusie (1 pkt.)

### Wyścig 19
Etap wyścigu: Wyścig do upadłego w Arkansas

Zwycięzcy
- Miejsce 1: Rufus Piła i Bóbr Wiórek w Kabrioklocu
- Miejsce 2: Red Max w Aerośmigu
- Miejsce 3: Bracia Jaskiniowcy w Głaziku

### Wyścig 20
Etap wyścigu: Przeprawa przez teren wydobycia oliwy

Zwycięzcy
- Miejsce 1: Profesor Pat Patent w Cudtransformerze
- Miejsce 2: Super Specjalna Jednostka w Pancernym Wozie typu Bong
- Miejsce 3: Rufus Piła i Bóbr Wiórek w Kabrioklocu

### Wyścig 21
Etap wyścigu: Wyścig do Waszyngtonu

Zwycięzcy
- Miejsce 1: Piękny Piotruś w Turbokarcie
- Miejsce 2: Profesor Pat Patent w Cudtransformerze
- Miejsce 3: Luke i Miś w Gartorpedzie

### Wyścig 22
Etap wyścigu: Wyścig przez pustynne derby

Zwycięzcy
- Miejsce 1: Piękny Piotruś w Turbokarcie
- Miejsce 2: Rufus Piła i Bóbr Wiórek w Kabrioklocu
- Miejsce 3: Ponura Dwójka w Kombihorrorze

### Wyścig 23
Etap wyścigu: Wyścig do Nudnej Dziury w Missouri

Zwycięzcy
- Miejsce 1: Profesor Pat Patent w Cudtransformerze
- Miejsce 2: Mrówczy Gang w Kuloodpornym Biegobusie
- Miejsce 3: Penelopa Samwdzięk w Konpkompakcie

### Wyścig 24
Etap wyścigu: Przeprawa przez jeziora pełne aligatorów

Zwycięzcy
- Miejsce 1: Luke i Miś w Gartorpedzie (3 pkt.)
- Miejsce 2: Rufus Piła i Bóbr Wiórek w Kabrioklocu (2 pkt.)
- Miejsce 3: Penelopa Samwdzięk w Konpkompakcie (1 pkt.)

### Wyścig 25
Etap wyścigu: Przeprawa przez derby Dakoty

Zwycięzcy
- Miejsce 1: Mrówczy Gang w Kuloodpornym Biegobusie
- Miejsce 2: Profesor Pat Patent w Cudtransformerze
- Miejsce 3: Red Max w Aerośmigu

### Wyścig 26
Etap wyścigu: Wyścig do Delaware

Zwycięzcy
- Miejsce 1: Luke i Miś w Gartorpedzie
- Miejsce 2: Rufus Piła i Bóbr Wiórek w Kabrioklocu
- Miejsce 3: Profesor Pat Patent w Cudtransformerze

### Wyścig 27
Etap wyścigu: Wyścig do Kalifornii

Zwycięzcy
- Miejsce 1: Luke i Miś w Gartorpedzie
- Miejsce 2: Ponura Dwójka w Kombihorrorze
- Miejsce 3: Red Max w Aerośmigu

### Wyścig 28
Etap wyścigu: Wyścig do Raleigh w Karolinie

Zwycięzcy
- Miejsce 1: Mrówczy Gang w Kuloodpornym Biegobusie
- Miejsce 2: Bracia Jaskiniowcy w Głaziku
- Miejsce 3: Piękny Piotruś w Turbokarcie

### Wyścig 29
Etap wyścigu: Wyścig do Pensylwanii

Zwycięzcy
- Miejsce 1: Penelopa Samwdzięk w Konpkompakcie
- Miejsce 2: Red Max w Aerośmigu
- Miejsce 3: Mrówczy Gang w Kuloodpornym Biegobusie

### Wyścig 30
Etap wyścigu: Wyścig do Hackensack

Zwycięzcy
- Miejsce 1: Mrówczy Gang w Kuloodpornym Biegobusie
- Miejsce 2: Bracia Jaskiniowcy w Głaziku
- Miejsce 3: Ponura Dwójka w Kombihorrorze

### Wyścig 31
Etap wyścigu: Wyścig do śnieżnego terenu w Idaho

Zwycięzcy
- Miejsce 1: Super Specjalna Jednostka w Pancernym Wozie typu Bong
- Miejsce 2: Rufus Piła i Bóbr Wiórek w Kabrioklocu
- Miejsce 3: Profesor Pat Patent w Cudtransformerze

### Wyścig 32
Etap wyścigu: Przeprawa przez morze do Florydy

Zwycięzcy
- Miejsce 1: Piękny Piotruś w Turbokarcie
- Miejsce 2: Bracia Jaskiniowcy w Głaziku
- Miejsce 3: Penelopa Samwdzięk w Konpkompakcie

### Wyścig 33
Etap wyścigu: Wyścig do Racine

Zwycięzcy
- Miejsce 1: Ponura Dwójka w Kombihorrorze
- Miejsce 2: Bracia Jaskiniowcy w Głaziku
- Miejsce 3: Profesor Pat Patent w Cudtransformerze

### Wyścig 34
Etap wyścigu: Eskapada do Carlsbadu

Zwycięzcy
- Miejsce 1 : Penelopa Samwdzięk w Konpkompakcie
- Miejsce 2 : Red Max w Aerośmigu
- Miejsce 3 : Bracia Jaskiniowcy w Głaziku

## Wersja polska
Opracowanie wersji polskiej: Start International Polska

Reżyseria: Paweł Galia

Dialogi polskie:
- Krystyna Uniechowska-Dembińska (odc. 1, 3, 6),
- Włodzimierz Kozłowski (odc. 2, 4, 9, 12, 14, 16),
- Dorota Brewińska (odc. 5),
- Hanna Górecka (odc. 7-8, 10-11, 13, 15, 17)

Dźwięk i montaż: Jerzy Wierciński

Kierownik produkcji: Alicja Jaśkiewicz

Udział wzięli:
- Marek Bocianiak – Narrator
- Włodzimierz Bednarski – Dick Dastardly
- Jarosław Boberek – 
  - Muttley,
  - Clyde
- Ewa Serwa – Penelopa Samwdzięk
- Jerzy Molga - Ding-a-Ling
- Dariusz Odija –
  - Red Max,
  - Sierżant
- Robert Tondera –
  - Piękny Piotruś,
  - Rufus Piła
- Piotr Pręgowski -
  - Luke,
  - Szeregowy Miękisz
- Jerzy Mazur – Pat Patent
- Mirosław Zbrojewicz
- Wojciech Paszkowski
- Adam Bauman
- Jacek Jarosz
- Cezary Kwieciński

Lektor: Mirosław Kowalczyk

## Spis odcinków
| Nr | Polski tytuł                          | Angielski tytuł                 |
| -- | ------------------------------------- | ------------------------------- |
|    |                                       |                                 |
| 01 | W tę i we w tę do Arkansas            | See-Saw To Arkansas             |
| 01 | Ponura dwójka w Lemoniadowym Czadzie  | Creepy Trip To Lemon Twist      |
|    |                                       |                                 |
| 02 | Mechaniczne konie pędzą przez Wyoming | Why Oh Why Wyoming              |
| 02 | Góry, kaniony, co to dla szalonych    | Beat The Clock To Yellow Rock   |
|    |                                       |                                 |
| 03 | Misz Masz Missouri                    | Mish Mash Missouri Dash         |
| 03 | Idaho Ho Ho                           | Idaho A Go Go                   |
|    |                                       |                                 |
| 04 | Przez Baha bez stracha                | The Baja-Ha-Ha Race             |
| 04 | Małpie figle                          | Real Gone Ape                   |
|    |                                       |                                 |
| 05 | Ucieczka harcerzy                     | Scout Scatter                   |
| 05 | Swobodne kołowanie do Kółkowa         | Free Wheeling to Wheeling       |
|    |                                       |                                 |
| 06 | Kolejka górska do Wzlotoupadkowa      | By Rollercoaster to Upsan Downs |
| 06 | Gaz do dechy przez Arkansas           | The Speedy Arkansas Traveler    |
|    |                                       |                                 |
| 07 | Do małego Tipi nad Mississippi        | The Zippy Mississippi Race      |
| 07 | Wyścig z przeszkodami                 | Traffic Jambalaya               |
|    |                                       |                                 |
| 08 | Ostre psoty w Chillicothy             | Hot Race at Chillicothe         |
| 08 | Wszystko na opak                      | The Wrong Lumber Race           |
|    |                                       |                                 |
| 09 | Wizyta w Wielkim Mieście              | Rhode Island Road Race          |
| 09 | Śnieg, lód, im nie straszny chłód     | The Great Cold Rush Race        |
|    |                                       |                                 |
| 10 | Wyścig do upadłego                    | Wacky Race to Ripsaw            |
| 10 | Oliwa zawsze sprawiedliwa             | Oils Well That Ends Well        |
|    |                                       |                                 |
| 11 | Z wiatrem w zawody do Waszyngtonu     | Whizzin’ to Washington          |
| 11 | Czarodziejskie pustynne derby         | The Dipsy Doodle Desert Derby   |
|    |                                       |                                 |
| 12 | Do dziury w Missouri                  | Eeny, Meeny Missouri Go!        |
| 12 | Dużo wody i inne przygody             | The Super Silly Swamp Sprint    |
|    |                                       |                                 |
| 13 | Zwariowane derby Dakoty               | The Dopey Dakota Derby          |
| 13 | Wypad do Delaware                     | Dash to Delaware                |
|    |                                       |                                 |
| 14 | Z gór w otchłań zamętu                | Speeding for Smogland           |
| 14 | Do Raleigh w Karolinie                | Race Rally to Raleigh           |
|    |                                       |                                 |
| 15 | Do celu, albo do celi                 | Ballpoint, Penn. or Bust!       |
| 15 | Szybki szlak do Hackensack            | Fast Track to Hackensack        |
|    |                                       |                                 |
| 16 | Przez śnieg i lód                     | The Ski Resort Road Race        |
| 16 | Ponad rybami, meduzami…               | Overseas Hi-Way Race            |
|    |                                       |                                 |
| 17 | Wyścig maszyn do Racine               | Race to Racine                  |
| 17 | Eskapada do Carlsbadu                 | The Carlsbad or Bust Bash       |
|    |                                       |                                 |

## Odbiór
Na podstawie serialu powstały gry komputerowe Wacky Races z 1991 roku, Wacky Races z 2000 roku oraz Wacky Races: Mad Motors i Wacky Races: Crash & Dash.
Czwarty odcinek osiemnastego sezonu serialu Miasteczko South Park jest parodią Odlotowych Wyścigów.